# Masahudu Alhassan
Masahudu Alhassan est un footballeur international ghanéen né le 1er décembre 1992 à Tarkwa. Il évolue au poste de milieu de terrain.